# Ley Acerbo
La Ley del 18 de noviembre de 1923, n. 2444, más conocida como Ley Acerbo (por el nombre del diputado Giacomo Acerbo, que la redactó), fue una ley electoral italiana, aplicada por única vez en las elecciones generales italianas de 1924.
Benito Mussolini la presentó para asegurar al Partido Nacional Fascista una sólida mayoría parlamentaria.[cita requerida]

## El proceso parlamentario
El proyecto de ley, redactado por el secretario de Estado Giacomo Acerbo, fue aprobado el 4 de junio de 1923 en el consejo de ministros presidido por Mussolini. El 9 de junio se presentó al Parlamento y se sometió a un comité —apodado «el de los dieciocho»— nombrado por el presidente Enrico De Nicola, de acuerdo con el principio de representación de los distintos grupos políticos con presencia parlamentaria.
La comisión la componían Giovanni Giolitti (presidente), Vittorio Emanuele Orlando del grupo de la «democracia» y Antonio Salandra de los liberales de derecha (los dos como vicepresidentes), Ivanoe Bonomi del grupo reformista, Giuseppe Grassi de los democrataliberales, Luigi Fera y Antonio Casertano de los demosocialistas, Alfredo Falcioni de la “Democrazia Italiana” (nitinianos e amendolianos), Pietro Lanza di Scalea de los agrarios, Alcide De Gasperi y Giuseppe Micheli de los populares, Giuseppe Chiesa de los republicanos, Costantino Lazzari de los socialistas, Filippo Turati de los socialistas unitarios, Antonio Graziadei de los comunistas, Raffaele Paolucci y Michele Terzaghi de los fascistas y Paolo Orano del grupo mixto (en realidad, también fascista).
El sistema propuesto por el proyecto de ley trataba de modificar la ley electoral italiana, en vigor desde 1919, añadiendo la asignación fija de dos tercios de los escaños para el partido que obtuviese más del 25 % de los votos. Durante las deliberaciones de la comisión, los populares presentaron numerosas enmiendas, primero para tratar de conseguir la elevación del umbral de votos al 40 % de los votantes y luego para reducir la cantidad de escaños otorgados al 60 % del total. Todo intento de cambio de la redacción original resultó, empero, inútil y el comité desestimó las enmiendas al diseño original, con un dictamen favorable tras una votación que terminó con diez votos favorables y ocho contrarios.
A continuación, el proyecto de ley fue sometido a debate en las Cortes, en el que la oposición intentó de nuevo cambiarlo: unida en favor de una enmienda presentada por Bonomi, que propuso elevar el umbral de sufragios para obtener la recompensa de diputados del 25 % al 33 % de los votos emitidos. El intento fracasó por la posición rígida adoptada por el Gobierno, que logró imponerse en la votación: 178 de los 336 diputados presentes votaron a favor de la propuesta gubernamental y en contra de la enmienda, mientras que 157 lo hicieron a favor de esta. Resultó decisivo el número de diputados ausentes, cincuenta y tres, que podría haber cambiado el resultado de la votación.
El 21 de julio de 1923 las Cortes italianas aprobaron el proyecto de ley por 223 votos favorables y 123 en contra. Votaron a favor el Partido Nacional Fascista, gran parte del Partido Popular Italiano (cuyo diputado más conocido, Stefano Cavazzoni, fue expulsado de la organización junto con otros disidentes), una gran mayoría de los miembros de los grupos parlamentarios de tendencias liberales y casi todos los derechistas, incluyendo a Antonio Salandra. Rechazaron la ley los diputados de los grupos socialistas, los comunistas, la izquierda liberal y los populares partidarios de Luigi Sturzo. La reforma entró en vigor tras la aprobación de la ley por el Senado el 18 de noviembre —según otras fuentes esto sucedió el 14 de noviembre—; la votación senatorial acabó con 165 votos a favor y 41 en contra de la ley. En la discusión del proyecto de ley en el Senado tuvo un papel destacado el senador Gaetano Mosca.

## El mecanismo electoral
La Ley Acerbo establecía un sistema de representación proporcional con una recompensa que aseguraba la mayoría absoluta, con una circunscripción nacional única dividida en dieciséis distritos electorales. En cada distrito electoral, cada lista podía presentar un número de candidatos que iban desde un mínimo de tres hasta un máximo de dos tercios de las personas con derecho (no más de 356 de 535); además del voto a las listas de los partidos, se permitía el voto a los candidatos.
El resultado en la circunscripción única era decisivo para determinar la distribución de escaños: si la lista más votada en todo el país había superado el 25 % de los votos válidos, obtenía automáticamente dos tercios de los escaños en la Cámara de Diputados; en este caso, todas las otras candidaturas habían de dividirse el tercio restante de los escaños con criterios similares a los de ley electoral de 1919. En el caso de que ninguna de las listas que compitiesen superase el 25 % de los votos, ninguna obtenía el premio de escaños y estos se distribuían proporcionalmente a los sufragios obtenidos por las distintas candidaturas, acuerdo a los principios de la ley electoral de 1919.
La propaganda fascista presentó el mecanismo como un sistema democrático de distribución de escaños, afirmando que la ley aseguraba al menos un tercio de los escaños de la Cámara a los partidos minoritarios, que recibirían de todos modos, incluso si juntos obtenían menos del 33 % de los sufragios.
En comparación con la ley electoral anterior, la Ley Acerbo también redujo la edad mínima para optar a un cargo público de los treinta a los veinticinco años, abolió la incompatibilidad de ejercer a la vez como alcalde y diputado provincial, y la de los funcionarios públicos (con excepción de los prefectos y viceprefectos de cuerpos de seguridad). Otra innovación importante fue la adopción de la papeleta electoral en lugar del sobre.

## Consecuencias de la ley
En las elecciones del 6 de abril de 1924, la candidatura de Mussolini obtuvo el 60,09 % de los votos, como se esperaba un porcentaje mucho más alto que el umbral del 25 % necesario para lograr los dos tercios de los escaños: los fascistas encontraron además la manera de limitar también el número de puestos garantizados a la oposición mediante el uso de una segunda candidatura, (la «lista bis») que se presentó en varias regiones y que logró otros diecinueve escaños, mientras que la oposición de centro e izquierda consiguió solo 161 escaños, a pesar de ganar en el norte de Italia, donde consiguió 1 317 117 votos frente a los 1 194 829 de la candidatura de Mussolini. En total, la oposición reunió 2 511 974 sufragios, el 35,1 % del total.
Alessandro Visani escribió sobre la importancia de la ley:

La aprobación de la ley fue —según Giovanni Sabbatucci, cuya tesis es totalmente aceptable— caso clásico de «suicidio de una asamblea representativa», junto con el caso del "«Reichstag, cuando aprueba la concesión de plenos poderes a Hitler en marzo de 1933, o la Asamblea Nacional de Francia, que entrega el país a Pétain en julio de 1940». La reforma dio El ejecutivo «herramienta principal, la mayoría parlamentaria, que le permitía introducir, sin infringir formalmente la legalidad, las innovaciones más traumáticas y perjudiciales, incluyendo el arrebatar la importancia de los procesos de elección, que se convirtieron en meros rituales de los que quedaba excluida cualquier posibilidad de elección.